# Cantu Addition
Cantu Addition es un lugar designado por el censo ubicado en el condado de Brooks en el estado estadounidense de Texas. En el Censo de 2010 tenía una población de 188 habitantes y una densidad poblacional de 241,15 personas por km².

## Geografía
Cantu Addition se encuentra ubicado en las coordenadas 27°12′7″N 98°9′20″O / 27.20194, -98.15556. Según la Oficina del Censo de los Estados Unidos, Cantu Addition tiene una superficie total de 0.78 km², de la cual 0.78 km² corresponden a tierra firme y (0%) 0 km² es agua.

## Demografía
Según el censo de 2010, había 188 personas residiendo en Cantu Addition. La densidad de población era de 241,15 hab./km². De los 188 habitantes, Cantu Addition estaba compuesto por el 92.55% blancos, el 0% eran afroamericanos, el 0.53% eran amerindios, el 0% eran asiáticos, el 0% eran isleños del Pacífico, el 6.38% eran de otras razas y el 0.53% pertenecían a dos o más razas. Del total de la población el 95.74% eran hispanos o latinos de cualquier raza.